# أندريا دالا كوستا
أندريا دالا كوستا (بالإيطالية: Andrea Dalla Costa)‏ هو رسام ومخرج فني ومخرج إيطالي، ولد في 5 سبتمبر 1974 في أوديني في إيطاليا.

## وصلات خارجية
- أندريا دالا كوستا على موقع IMDb (الإنجليزية)
- أندريا دالا كوستا على موقع كينوبويسك (الروسية)